# Anaconda (Walygator Parc)
Anaconda in Walygator Grand Est (Maizières-lès-Metz, Lothringen, Frankreich) ist eine Holzachterbahn des Designers William Cobb, die am 9. Mai 1989 eröffnet wurde. Von Juli 2015 bis Anfang 2016 war sie außer Betrieb.
Zum Zeitpunkt ihrer Eröffnung galt sie mit 36 m als die höchste und mit 1200 m als die längste Holzachterbahn Europas und behielt diese Titel, bis sie im Jahre 1997 von Tonnerre 2 Zeus im Parc Astérix in Sachen Länge und 2001 von Colossos im Heide-Park in Sachen Höhe übertroffen wurde.

## Züge
Anaconda besitzt zwei Züge des Herstellers D. H. Morgan Manufacturing mit jeweils acht Wagen. In jedem Wagen können vier Personen (zwei Reihen à zwei Personen) Platz nehmen.